# لغم مضاد للأفراد
اللغم المضاد للأفراد أو اللغم الأرضي المضاد للأفراد (APL) هو شكل من أشكال الألغام مصمم للاستخدام ضد البشر، بدلاً من اللغم المضاد للدبابات، الذي يستهدف المركبات. تصنف الألغام المضادة للأفراد إلى: الألغام المتفجرة والألغام المتشظية. قد يكون هذا الأخير منجمًا محاصرًا وقد لا يكون.
غالبًا ما يتم تصميم APLs لإصابة ضحاياهم وتشويههم وليس قتلهم للتغلب على نظام الدعم اللوجستي (الطبي في الغالب) لقوات العدو التي تصادفهم. يمكن لبعض أنواع APLs أيضًا إتلاف المسارات على المركبات المدرعة أو إطارات المركبات ذات العجلات.
سعت الحملة الدولية لمنع الألغام الأرضية إلى حظر الألغام وتدمير مخزونها. لهذا الغرض، أدخلت في عام 1997 معاهدة أوتوا، التي لم يتم قبولها بعد من قبل أكثر من 30 دولة ولم تضمن حماية المواطنين ضد الألغام المضادة للأفراد التي زرعتها الجماعات المسلحة غير الحكومية.